# Couvent Saint-Roch de Viviers

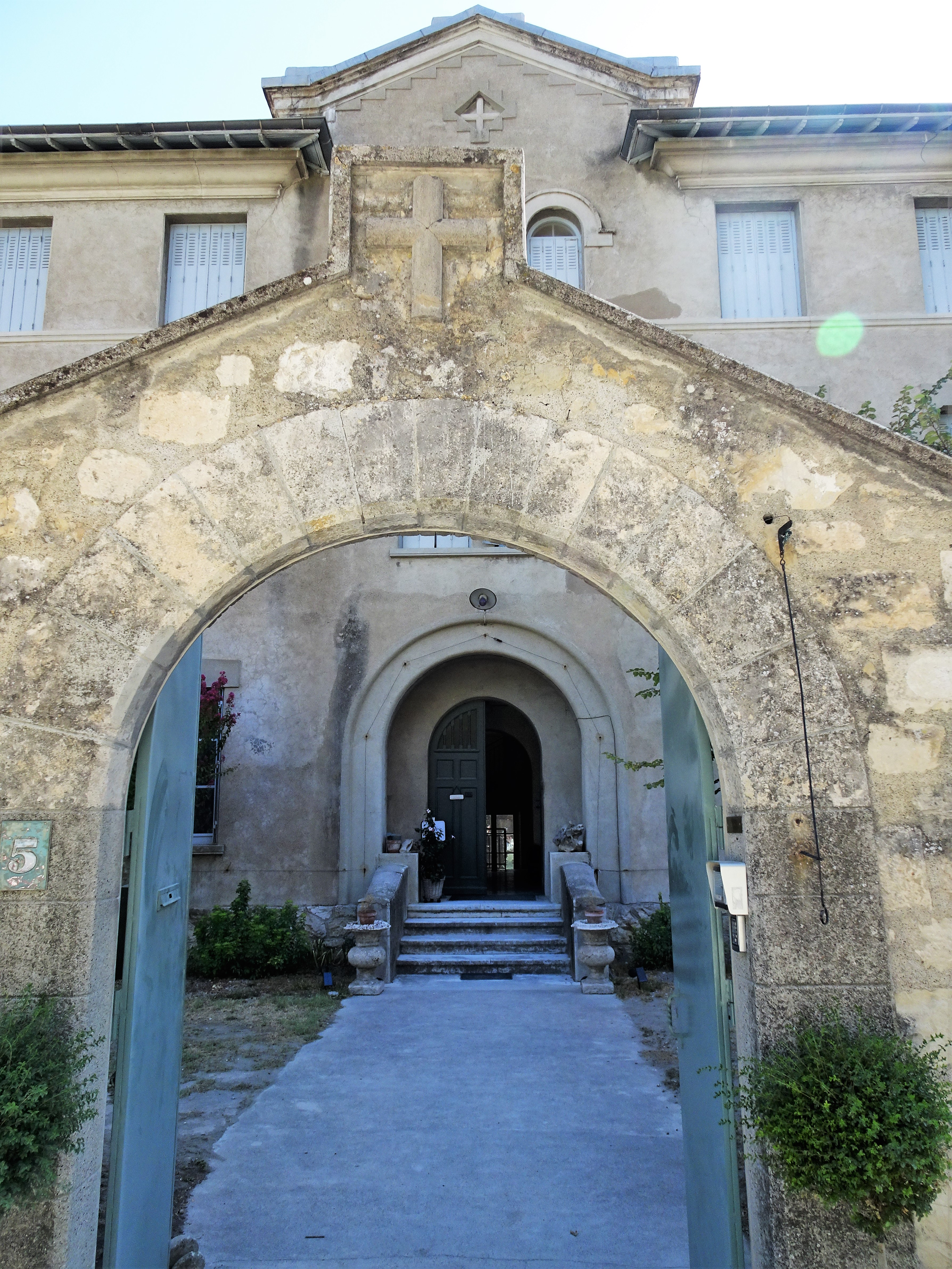
Entrée du couvent Saint-Roch.

Le couvent Saint-Roch est un couvent situé à Viviers, en France. Il est classé monument historique.

## Description
Le couvent comporte comporte plusieurs monuments conventuels et une tour carrée qui jouxte l'ancien réfectoire du chapitre de la cathédrale Saint-Vincent de Viviers.

## Localisation
Le couvent Saint-Roch est situé place de la Plaine, à Viviers, dans le département français de l'Ardèche.

## Historique
L'édifice est inscrit au titre des monuments historiques en 1985. Il appartient à une association.